# Saint-Jean-Lachalm
Saint-Jean-Lachalm är en kommun i departementet Haute-Loire i regionen Auvergne-Rhône-Alpes i centrala Frankrike. Kommunen ligger i kantonen Cayres som tillhör arrondissementet Le Puy-en-Velay. År 2022 hade Saint-Jean-Lachalm 303 invånare.

## Befolkningsutveckling
Antalet invånare i kommunen Saint-Jean-Lachalm
| Referens: INSEE |